# Synagoga w Larnace
Synagoga w Larnace – pierwsza i jak dotąd jedyna synagoga na Cyprze, znajdująca się w Larnace. 
Synagoga została zbudowana w 2005 roku. Jej uroczyste otwarcie nastąpiło 12 września tego samego roku w obecności Naczelnego Aszkenazyjskiego Rabina Izraela Jony Metzgera, Ministra Edukacji i Kultury Pefkoisa Georgiadesa, burmistrza Larnaki Alexisa Michaelidesa, 25 ambasadorów, rabinów z Aten, Bukaresztu, Stambułu i Zagrzebia oraz wielu innych gości.
Podczas ceremonii otwarcia uroczyście wniesiono nowe zwoje Tory oraz złożono kamień węgielny po budowę mykwy. Głównym rabinem cypryjskiej gminy żydowskiej został Arie Zeew Raskin z Chabad-Lubavitch. Obecnie synagoga służy kilkuset Żydom z całego Cypru.